# Patinação de velocidade nos Jogos Olímpicos de Inverno de 2014 - 1500 m masculino
O evento 1500 m masculino da patinação de velocidade nos Jogos Olímpicos de Inverno de 2014 foi disputado na Adler Arena em Sóchi, em 15 de fevereiro de 2014.

## Medalhistas
| Ouro   | POL Zbigniew Bródka |
| Prata  | NED Koen Verweij    |
| Bronze | CAN Denny Morrison  |

## Recordes
Antes desta competição, os recordes mundiais e olímpicos da prova eram os seguintes:
| Tipo | Atleta      | Tempo       | Local          | Data                    |
| ---- | ----------- | ----------- | -------------- | ----------------------- |
|      | Shani Davis | 1:41.04 min | Salt Lake City | 11 de dezembro de 2009  |
|      | Derek Parra | 1:43.95 min | Salt Lake City | 19 de fevereiro de 2002 |

## Resultados
| Pos.              | Par | Raia | Atleta                          | Tempo    | Diferença | Notas |
| ----------------- | --- | ---- | ------------------------------- | -------- | --------- | ----- |
| Medalha de ouro   | 17  | O    | POL Zbigniew Bródka             | 1:45.006 | —         |       |
| Medalha de prata  | 20  | I    | NED Koen Verweij                | 1:45.009 | +0.003    |       |
| Medalha de bronze | 15  | O    | CAN Denny Morrison              | 1:45.22  | +0.22     |       |
| 4                 | 19  | I    | RUS Denis Yuskov                | 1:45.37  | +0.37     |       |
| 5                 | 13  | O    | NED Mark Tuitert                | 1:45.42  | +0.42     |       |
| 6                 | 15  | I    | NOR Håvard Bøkko                | 1:45.48  | +0.48     |       |
| 7                 | 16  | I    | USA Brian Hansen                | 1:45.59  | +0.59     |       |
| 8                 | 19  | O    | NOR Sverre Lunde Pedersen       | 1:45.66  | +0.66     |       |
| 9                 | 18  | O    | KAZ Denis Kuzin                 | 1:45.69  | +0.69     |       |
| 10                | 14  | O    | BEL Bart Swings                 | 1:45.95  | +0.95     |       |
| 11                | 17  | I    | USA Shani Davis                 | 1:45.98  | +0.98     |       |
| 12                | 7   | O    | NED Stefan Groothuis            | 1:46.08  | +1.08     |       |
| 13                | 2   | I    | NED Jan Blokhuijsen             | 1:46.50  | +1.50     |       |
| 14                | 13  | I    | LAT Haralds Silovs              | 1:46.79  | +1.79     |       |
| 15                | 12  | I    | POL Jan Szymański               | 1:46.86  | +1.86     |       |
| 16                | 16  | O    | NOR Håvard Holmefjord Lorentzen | 1:47.27  | +2.27     |       |
| 17                | 2   | O    | ITA Mirko Giacomo Nenzi         | 1:47.48  | +2.48     |       |
| 18                | 12  | O    | CAN Mathieu Giroux              | 1:47.65  | +2.65     |       |
| 19                | 18  | I    | POL Konrad Niedźwiedzki         | 1:47.77  | +2.77     |       |
| 20                | 4   | O    | CHN Tian Guojun                 | 1:47.95  | +2.95     |       |
| 21                | 20  | O    | USA Joey Mantia                 | 1:48.01  | +3.01     |       |
| 22                | 11  | I    | GER Patrick Beckert             | 1:48.08  | +3.08     |       |
| 23                | 11  | O    | RUS Aleksey Yesin               | 1:48.10  | +3.10     |       |
| 24                | 9   | I    | RUS Aleksey Suvorov             | 1:48.11  | +3.11     |       |
| 25                | 8   | I    | HUN Konrád Nagy                 | 1:48.12  | +3.12     |       |
| 26                | 8   | O    | GER Robert Lehmann              | 1:48.24  | +3.24     |       |
| 27                | 3   | O    | CAN Lucas Makowsky              | 1:48.51  | +3.51     |       |
| 28                | 4   | I    | KOR Joo Hyong-jun               | 1:48.59  | +3.59     |       |
| 29                | 10  | O    | KAZ Dmitry Babenko              | 1:48.67  | +3.67     |       |
| 30                | 3   | I    | JPN Taro Kondo                  | 1:49.31  | +4.31     |       |
| 31                | 10  | I    | FRA Benjamin Macé               | 1:49.34  | +4.34     |       |
| 32                | 1   | O    | CAN Vincent De Haître           | 1:49.42  | +4.42     |       |
| 33                | 7   | I    | KAZ Aleksandr Zhigin            | 1:49.48  | +4.48     |       |
| 34                | 5   | O    | KAZ Fyodor Mezentsev            | 1:49.70  | +4.70     |       |
| 35                | 5   | I    | NOR Simen Spieler Nilsen        | 1:49.88  | +4.88     |       |
| 36                | 9   | O    | USA Jonathan Kuck               | 1:50.19  | +5.19     |       |
| 37                | 1   | I    | SWE David Andersson             | 1:50.30  | +5.29     |       |
| 38                | 6   | O    | ITA Matteo Anesi                | 1:50.59  | +5.59     |       |
| 39                | 6   | I    | FRA Ewen Fernandez              | 1:52.70  | +7.70     |       |
| —                 | 14  | I    | RUS Ivan Skobrev                | 1:47.62  | +2.62     | DSQ   |

Legenda
| Recorde mundial      | Recorde mundial (World record)               |                       | Recorde africano                      | Recorde africano (African) |                                           | Q | Classificado por posição (Qualified) |
| Recorde olímpico     | Recorde olímpico (Olympic record)            | Recorde da América    | Recorde da América (Americas)         | q                          | Classificado por melhor tempo (Qualified) |   |                                      |
| Melhor marca do ano  | Melhor marca do ano (World leading)          | Recorde asiático      | Recorde asiático (Asian)              | DNS                        | Não largou (Did not start)                |   |                                      |
| Recorde nacional     | Recorde nacional (National record)           | Recorde europeu       | Recorde europeu (European)            | DNF                        | Não terminou (Did not finish)             |   |                                      |
| Recorde pessoal      | Recorde pessoal do atleta (Personal best)    | Recorde da Oceania    | Recorde da Oceania (Oceania)          | DSQ / DQ                   | Desclassificado (Disqualified)            |   |                                      |
| Recorde da temporada | Recorde da temporada do atleta (Season best) | Recorde sul-americano | Recorde sul-americano (South America) | NM                         | Sem marca (No mark)                       |   |                                      |